# Ferdinand Eger
Ferdinand Eger (* 22. Dezember 1868 in Laibach; † 2. Oktober 1948 in Graz) war ein österreichischer Jurist und Politiker.

## Leben
Als Sohn eines Kaufmanns geboren, studierte Eger nach dem Besuch des Gymnasiums in Laibach Rechtswissenschaften in Wien. Während seines Studiums wurde er 1887 Mitglied des Vereins deutscher Hochschüler in Krain Carniola, der späteren Burschenschaft Carniola Graz. Er wurde zum Dr. iur. promoviert und arbeitete nach seinem Studium als Rechtsanwalt in Adelsberg und Laibach. 1905 wurde er Obmann des Deutschen Vereins in Laibach und 1908 Obmann des Deutschen Volksrates für Krain. Von 1908 bis 1918 war er Abgeordneter für den Krainer Landtag, von 1923 bis 1927 für die Großdeutsche Volkspartei Abgeordneter im Steierischen Landtag. Von 1933 bis 1935 war er Präsident der Steiermärkischen Rechtsanwaltskammer.